# Joseph Joestar
Joseph Joestar (japonês: ジョセフ・ジョースター, Hepburn: Josefu Jōsutā) é um personagem fictício na série de manga japonesa JoJo's Bizarre Adventure, escrita e ilustrada por Hirohiko Araki. Joseph é o protagonista principal do segundo arco da história da série, Battle Tendency, e o neto do protagonista do primeiro arco, Jonathan Joestar. Tendo sido criado pela avó Erina e pelo amigo de família Speedwagon, ele desenvolveu uma atitude mais grosseira e rebelde do que a do seu avô cavalheiro, mas a personagem também tem um coração nobre. Enquanto que consegue usar o poder supernatural Hamon como o seu avô, Joseph inicialmente não é tão hábil no seu uso até que treina sob Lisa Lisa. Inicialmente ele usa um par de bolimbolachos com poderes em batalha, mas depende mais de jogos mentais do que força bruta nas lutas, empregando a sua habilidade estranha de prever as ações dos seus oponentes, incluindo o que eles dizem. 
Ele volta como a personagem principal em Stardust Crusaders, que se passa 50 anos depois, no qual ele adquire o poder espiritual como uma vinha (um "Stand") Hermit Purple (隠者の紫, Hāmitto Pāpuru). Como muitos Stands em Stardust Crusaders, o seu nome é baseado numa carta de tarot, neste caso, O Eremita. Ele usa este stand para lutar ou fazer previsões usando equipamento eletrónico como câmeras e sets de televisões. Joseph lidera uma equipe de homens para enfrentar Dio no Egito para salvar a sua filha, Holly. Ele volta outra vez como uma personagem secundária em Diamond Is Unbreakable, onde ele conhece o seu filho ilegítimo Josuke Higashikata e mostra-se física e mentalmente fraco devido à velha idade. No universo alternativo da oitava parte da série, JoJolion uma personagem chamada Joseph "Josefumi" Joestar apresenta semelhanças com Joseph e aparece como uma personagem de flashback.
Araki baseou Joseph no Jonathan visualmente para poder ter alguma continuidade, pois era inédito matar a personagem principal num manga da Weekly Shōnen Jump na altura. A sua personalidade, contudo, fui feita para contrastar com a do seu predecessor, com Joseph sendo mais convencido. As respostas críticas à caracterização e ações de Joseph nas narrativas de tanto Battle Tendency como Stardust Crusaders foram maioritariamente positivas, com o designer do jogo Hiroshi Matasuyama considerando-o como melhor herói de manga shōnen que ele já viu.

## Criação e desenvolvimento

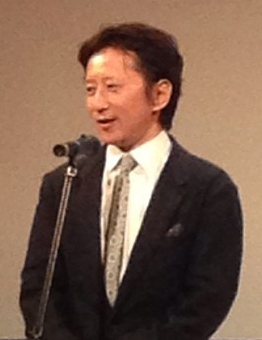
Hirohiko Araki propositadamente fez o design de Joseph parecer o protagonista anterior do manga Jonathan, mas agora arrepende-se décadas depois.

Porque era "inédito" matar a personagem principal de um manga da Weekly Shōnen Jump em 1987, o autor propositadammente fez o design de Joseph parecer como o do protagonista de JoJo's Bizarre Adventure Parte 1 Jonathan. Mesmo tendo dado à nova personagem uma personalidade diferente, olhando para atrás após oito arcos de história, Araki disse que desejava que tivesse diferenciado os dois designs visuais um pouco mais. Referindo-se a Jonathan como bastante passivo e um pouco desinteressante como uma personagem principal, o autor disse que Joseph era mais pro-ativo e mais "aventureiro"; explicando que ao escrevendo o conto de Joseph, era como se a personagem estivesse em controlo de como a sua própria história progredia. Não podendo ter podido mostrar uma rivaldade amigável entre Jonathan e Dio na Parte 1, Araki apresentou Caesar Zeppeli para apresentar uma rivaldade amigável mais positiva entre ele e Joseph.
Araki chamou Joseph de vigarista em comparação ao cavalheiro Jonathan, porque ele está constantemente à procura de ganhar e envolve-se em comportamento irresponsável sem hesitação. Isto não foi só para criar contraste entre os dois, mas também porque o autor queria mudar das batalhas físicas na Parte 1 para batalhas mais "cerebrais". Ele queria que Joseph fosse um herói de manga shōnen que contorna as regras à medida que luta, como o protagonista da sua série anterior Cool Shock B.T., ganhando com astúcia e lógica, em vez de coragem e perseverança. Araki desenvolveu a personalidade da personagem com a previsão dos ataques dos seus oponentes. Ele referiu-se a Joseph como "um B.T. musculoso", conseguido através da adição de um pouco de Sylvester Stallone ao B.T., além disso também adicionou um pouco de animação para o fazer mais "alegre". Araki declarou que Joseph era a personagem que conecta a linhagem Joestar às Partes 3 e 4, e mesmo tendo tido a morte de Jonathan na Parte 1, ele nunca considerou matar Joseph.
Araki disse que ele teve muitos leitores a pedir-lhe para trazer personagens antigas de volta. Mesmo não sendo fã de as trazer simplesmente pela nostalgia, ele não hesitou em ter Joseph regressar 50 anos depois em Stardust Crusaders para salvar a sua filha porque era fiel à personagem. O autor pensou ter Joseph desistir em algum momento devido à sua idade, mas acabou por "improvisar" enquanto a serialização continuava. Ele acabou por lhe dar o papel de "navegador", apresentando os leitores à família Joestar, ao Dio, o Hamon e os Stands. Mas porque Joseph é um JoJo, Araki deixou claro que Jotaro era a personagem principal da Parte 3. Ele conseguiu isto parcialmente fazendo mudanças drásticas na sua aparência, justificado pela sua idade. Pelas mesmas razões, o Stand de Joseph foi feito uma habilidade de suporte que permite projeção visual ou psíquica aural, em vez de ser ofensiva como um protagonista teria. Um navegador ou um guia precisa de "linhas" para obter informação à volta do mundo, e Hermit Purple era inspirado nas linhas telefónicas e cabos de rede; as vinhas são representativas dessas linhas e cabos físicos. Sendo Stands uma sucessão do Hamon e sendo Hamon energia da vida que se espalha pelo corpo pela respiração, Araki pensou que as vinhas do Hermit Purple de Joseph a envolverem-se à volta do seu corpo era também uma representação visual disso.
A animação televisiva do anime utiliza uma canção intitulada "Bloody Stream" cantada pelo artista japonês Coda. Escrita por Saori Kodama e composta por Toshiyuki O'mori, Jun Yamamoto da Billboard disse que sentiu que as buzinas e o som funky da música complementava a história de Joseph e a sua batalha contra os Homens Pilar Esidisi, Wamuu, e Kars, continuando a espantá-lo e a atraí-lo a um "mundo bizarro."

## Participações

### Battle Tendency
No começo da Parte 2, Joseph e a sua avó Erina mudam-se de Londres para Nova Iorque. Enquanto isso, o antigo bandido tornado barão do petróleo Robert E. O. Speedwagon convida Straizo ao México para destruir um Homem Pilar adormecido com Hamon. Em vez disso, Straizo fere Speedwagon, e usa uma máscara de pedra perto do Homem Pilar e o sangue de Speedwagon para se tornar num vampiro imortal. Straizo vai a Nova Iorque para destruir Joseph e Erina, que se acredita serem as últimas pessoas a saber acerca da máscara de pedra. Quando Joseph derrota Straizo, o mesmo diz-lhe que o Homem Pilar está prestes a acordar e que o vai conhecer em breve. Intrigado, Joseph vai ao México onde salva Speedwagon, que sobreviveu, do Homem Pilar acordado chamado Santana, e engana-o fazendo com que se transformasse em pedra pela luz solar refletida de um poço. Joseph e Speedwagon viajam até Roma, onde conhecem Caesar Zeppeli, um jovem que treinou em Hamon para continuar o legado do seu pai e avô. No entanto, o grupo chega tarde demais para impedir Kars, Wamuu, e Esidisi de acordarem. Joseph joga com o orgulho de Wamuu e convence-o a deixá-lo viver para ser um oponente mais digno. Tanto Wamuu como Esidisi implantam anéis com veneno na aorta e traqueia de Joseph respetivamente, dando-lhe 33 dias para arranjar os antídotos de cada um deles.
Joseph e Caesar treinam em Hamon sob Lisa Lisa numa ilha na costa de Veneza. Joseph e Caesar destroem Esidisi. O grupo localiza Kars e Wamuu na Suíça. Caesar morre a combater Wamuu um-a-um, mas é capaz de lhe tirar o antídoto e dá-lo a Joseph antes de morrer. Joseph e Lisa Lisa confrontam Kars e Wamuu pelo Super Aja, Lisa Lisa mente e diz ter um dispositivo temporizado que vai destruir a pedra. Joseph mata Wamuu em batalha. Kars adquire o Super Aja e usa-o com a máscara de pedra para ser tornar no derradeiro ser humano. Agora imune ao sol e capaz de usar Hamon, o único desejo de Kars é matar Joseph. Kars tenta matar Joseph com Hamon, mas Joseph instintivamente levanta o Super Aja, que causa a energia fazer um clímax da erupção do vulcão, levando Joseph e Kars a voar ao céu numa grande pedra. Kars é lançado para o espaço pelos restos vulcânicos e fica à deriva eternamente. Incapaz de morrer, Kars eventualmente para de pensar. Joseph fica ao cuidado da assistente de Lisa Lisa, Suzi Q, com quem casa. Mais tarde, ele segue a sua mãe, emigra para os Estados Unidos, e obtém a cidadania americana.

### Stardust Crusaders
O neto de Joseph Joestar, Jotaro Kuro foi preso, e recusa-se a deixar a sua cela, acreditando estar possuído por um espírito malvado. Depois de ter sido chamado ao Japão por Holly, a filha de Joseph e mãe de Jotaro, Joseph chega com um associado, Mohammed Avdol. Eles explicam que o "espírito malvado" de Jotaro é na verdade uma manifestação do seu espírito de luta, chamado Stand, e revelam que eles também possuem um Stand. Joseph explica que a aparição súbita dos seus Stands é causada pelo nêmesis do seu avô: Dio. Holly fica gravemente doente devido a um Stand manifestar-se nela, que lentamente a está a matar devido à sua personalidade reservada. Com pouco hesitação, Jotaro, Joseph, Avdol, e Kakyoin começam uma jornada ao Egito para matar Dio e salvar a vida de Holly. Pelo caminho, junta-se a eles outro assassino reformado chamado Jean Pierre Polnareff, que procura vingar a morte da sua irmã por um dos aliados de Dio. Jotaro, Joseph, Kakyoin, e Polnareff acabam por encontrar Dio, e escapam da sua mansão. Uma perseguição pelo Cairo ocorre, levando Kakyoin a confrontar Dio e o seu Stand, The World. Mesmo fatalmente ferido pelo The World, Kakyoin deduz que a habilidade do Stand é parar o tempo por alguns segundos e passa essa informação a Joseph antes de morrer. Joseph é capaz de passar isso a Jotaro, mas é morto por Dio, que extende a duração da sua habilidade de 5 para 9 segundos com o sangue de Joseph. Jotaro então luta sozinho com Dio, lentamente descobrindo que ele partilha a habilidade de Dio de parar o tempo. A batalha acaba com Jotaro a derrotar Dio usando a habilidade e subsequentemente matando-o. Mais tarde Jotaro revive Joseph via transfusão de sangue do cadáver de Dio, e os dois destroem o cadáver com luz solar. Jotaro e Joseph despedem-se de Polnareff antes de voltarem ao Japão, com Holly recuperando totalmente.

### Diamond is Unbreakable
Agora um idoso e praticamente sénil, Joseph é revelado ser o pai do protagonista da Parte 4, Josuke Higashikata. Ele visita a cidade japonesa de Morioh onde conhece Josuke e adota uma bebé, à qual chama Shizuka, e que está sempre invisível como efeito do seu Stand. Ele diz a Yukako Yamagishi acerca da clínica de beleza Cinderela, o que leva ao arco da história "Yukako Yamagishi Sonhos de Cinderela" (esta cena não está incluída no anime). Depois de o antagonista desta parte, Yoshikage Kira, ser morto por uma ambulância, Joseph e Jotaro deixam Morioh, mas Joseph tem o seu dinheiro roubado por Josuke.

### Stone Ocean
Enquanto que Joseph não aparece em Stone Ocean, Araki confirmou que ele ainda está vivo, mas um pouco mais sénil.

### JoJolion
O próprio Joseph Joestar original não aparece em JoJolion, que se passa num universo alternativo em 2011, mas uma versão alternativa dele conhecido como Joseph "Josefumi" Joestar aparece. Aparecendo pela primeira vez no capítulo 109, Josefumi tem várias parecenças com o seu homólogo com traços de personalidade parecidos e referências ao seu homólogo. Josefumi também apresenta um stand parecido ao Hermit Purple, utilizando vinhas para aumentar o seu alcance e para atacar oponentes. Também há uma referência em um dos painéis do manga ao ataque de bolimbolachos Volley de Joseph. 

## Habilidades
Joseph Joestar herdou a sua capacidade natural para a técnica de artes marciais baseada em vida Hamon. Enquanto que inexperiente com ele até treinar sob a sua mãe, ele usa as propriedades condutivas num par de bolimbolachos e outros objetos em batalha. Oposto a força bruta, Joseph é altamente qualificado em jogos mentais e técnicas de magia de palco as quais usa para desarmar os seus oponentes, como por exemplo escorregar objetos como granadas em si. A tática favorita de JoJo é prever a próxima fala do seu oponente e anunciar-lhes antes de ser dita, fazendo-os ou irritados ou deixar-los com medo. Joseph também tem uma "técnica secreta" que ele usa como último recurso. Ele foge do seu adversário, fazendo-o parecer um cobarde mas verdade ele está a usar a tática de fazer tempo para um plano enquanto leva o seu oponente para uma localização mais vantajosa. 
Joseph volta em Stardust Crusaders com as suas habilidades Hamon e artes marciais diminuídas. No seu lugar ele ganha a sua habilidade Stand Hermit Purple, um poder espiritual tipo vinhas que pode conduzir Hamon e age como uma arma ou armadura. Usando-o em câmaras e sets de televisões Joseph consegue gravar fotografias ou gravações de pessoas ou lugares de longe. Ele demonstra esta habilidade destruindo uma câmara Polaroid cara no Japão, que depois imprimiu uma foto de Dio Brando, que estava localizado no Egito. Apesar da fraqueza com a idade ele continua a possuir pensamentos rápidos e intelecto face aos seus oponentes. Joseph já não utiliza Hamon mas continua a possuir Hermit Purple durante Diamond is Unbreakable.

## Recepção
A resposta crítica a Joseph foi positiva. Silverman sentiu positivamente a grande diferença entre Joseph e o Jonathan da Parte 1 devido à personalidade convencida de Jonathan. Mesmo tendo o autor sentido que a relação de Joseph e Caesar gradualmente se desenvolveu durante o manga, o escritor sentiu que Caesar era uma personagem mais chata. Kotaku descreveu Joseph como uma personagem principal melhor que Jonathan pela sua exibição de inteligência quando confronta os antagonistas. Similarmente, Joel Loynds do The Linc gostou das personalidades diferentes de JoJo's Bizarre Adventure, o contraste que Joseph tem com Jonathan e o seu sucessor, Jotaro. Hiroshi Matsuyama de CyberConnect2 selecionou Joseph como o seu herói favorito de JoJo's Bizarre Adventure baseado na sua representação em Battle Tendency que ele sentiu ser o "epítome de manga shonen". O Fandom Post foi mais duro, declarando que enquanto Joseph tem carisma, ele ainda é muito convencido na narrativa devido à maneira como ele consegue convencer os Homens Pilar a deixá-lo treinar para que ele lutasse numa forma mais forte. O escritor sentiu que por vezes Joseph era mais cómico ao ponto de sentir que ele quebrava a quarta parede. Comic Book Resources fez um artigo centrado só em Joseph, apontando múltiplos traços apelativos da sua personagem que não fazem sentido quando levados a sério como a sua habilidade de prever a próxima fala dos outros ou supreender o narrador da série que diz que ele irá morrer em Battle Tendency. A morte de Caesar antes do clímax da Parte 2 notou-se forçada para fazer a caracterização de JoJo desenvolver-se e  ter um compromisso mais maduro com a sua missão em contraste com as suas aparências anteriores.
Analisando Stardust Crusaders para o Anime News Network, Rebecca Silverman gostou de ver o Joseph da Parte 2 trabalhar com o novo protagonista Jotaro e ficou impressionada com o facto de Araki deixar Dio completamente fora da Parte 2, só para o trazer de volta na Parte 3. Anime UK News declarou que Joseph e Avdol partilham uma das lutas mais hilariantes em Stardust Crusaders baseado em como eles acidentalmente assediaram-se um ao outro quando atacados por um Utilizador de Stand que trabalhava para Dio. Comic Book Resources ainda sentia que Joseph era uma personagem secundária apelativa pois reteve a sua inteligência apesar da idade. O Fandom Post também elogiou a caracterização intacta de Joseph apesar de ter visivelmente envelhecido desde Battle Tendency. A persona de meia idade de Joseph foi eleita a 18ª personagem mais cool no Japão enquanto que a sua barba ficou em sexto noutra ocasião. Nos prémios de anime Newtype para 2013, Joseph foi votado como a quarta melhor personagem masculina.